# Liste der Fahnenträger der serbisch-montenegrinischen Mannschaften bei Olympischen Spielen
Die Liste der Fahnenträger der serbisch-montenegrinischen Mannschaften bei Olympischen Spielen listet chronologisch alle Fahnenträger serbisch-montenegrinischen Mannschaften bei den Eröffnungs- (EF) und Abschlussfeiern (AF) Olympischer Spiele auf.

## Liste der Fahnenträger
| Mannschaft    | Veranstaltung | Fahnenträger (EF) | Fahnenträger (AF)     |
| ------------- | ------------- | ----------------- | --------------------- |
| 2004 in Athen | Sommerspiele  | Dejan Bodiroga    | Jasna Šekarić         |
| 2006 in Turin | Winterspiele  | Jelena Lolović    | Aleksandar Milenković |

Anmerkung: (EF) = Eröffnungsfeier, (AF) = Abschlussfeier

## Statistik
| Rang    | Sportart   | EF | AF | ∑ |
| ------- | ---------- | -- | -- | - |
| 1       | Basketball | 1  | 0  | 1 |
| 1       | Schießen   | 0  | 1  | 1 |
| Gesamt: | Gesamt:    | 1  | 1  | 2 |

| Rang    | Sportart    | EF | AF | ∑ |
| ------- | ----------- | -- | -- | - |
| 1       | Biathlon    | 0  | 1  | 1 |
| 1       | Ski Alpin   | 1  | 0  | 1 |
| 1       | Skilanglauf | 0  | 1  | 1 |
| Gesamt: | Gesamt:     | 1  | 2  | 3 |

| Rang    | Sportart    | EF | AF | ∑ |
| ------- | ----------- | -- | -- | - |
| 1       | Basketball  | 1  | 0  | 1 |
| 1       | Biathlon    | 0  | 1  | 1 |
| 1       | Schießen    | 0  | 1  | 1 |
| 1       | Ski Alpin   | 1  | 0  | 1 |
| 1       | Skilanglauf | 0  | 1  | 1 |
| Gesamt: | Gesamt:     | 2  | 3  | 5 |